# Kałdunica zielona
Kałdunica zielona (Gastrophysa viridula) – owad z rzędu chrząszczy. Pospolity w całym kraju. Przy masowych pojawach wyrządza duże szkody w uprawie szczawiu i rabarbaru. Żeruje także na bobie, nasturcji i winorośli.